# Oxydia dognini
Oxydia dognini là một loài bướm đêm trong họ Geometridae.